# Mobilabium
Mobilabium là một chi thực vật có hoa trong họ, Orchidaceae.